# Hrabstwo Randolph (Alabama)

Piramida wieku hrabstwa

Randolph – hrabstwo w stanie Alabama w USA. Populacja liczy 22 913 mieszkańców (stan według spisu z 2010 roku). Stolicą hrabstwa jest Wedowee.
Powierzchnia hrabstwa to 1513 km² (w tym 8 km² stanowią wody). Gęstość zaludnienia wynosi 15,2 osoby/km². 

## Miejscowości
- Roanoke
- Wadley
- Wedowee
- Woodland

## CDP
- Graham
- Rock Mills
- Morrison Crossroads